# 盖什皮岑
盖什皮岑（法語：Geispitzen，法語發音：[gaiʃpitsən]）是法国上莱茵省的一个市镇，属于米卢斯区。

## 地理
盖什皮岑（47°40'3"N, 7°25'15"E）面积6.02 平方千米，位于法国大東部大區上莱茵省，该省份为法国东部内陆省份，是阿尔萨斯的一部分，今与下莱茵省组成了阿尔萨斯欧洲集体，其北临下莱茵省，西接孚日省，西南接贝尔福地区省，东侧沿莱茵河与德国相望，南与瑞士接壤。
与盖什皮岑接壤的市镇（或旧市镇、城区）包括：什利尔巴克、凯姆斯、锡伦茨、瓦尔特奈姆、克灿格。

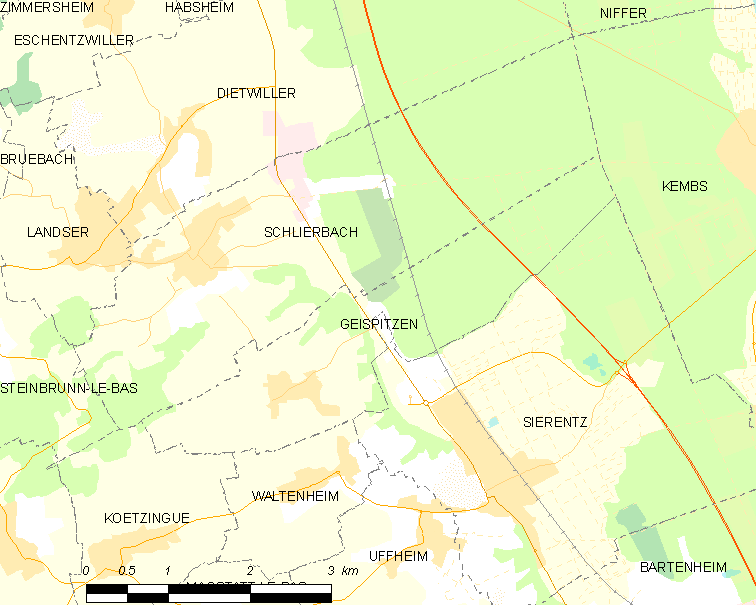
盖什皮岑的OSM定位图

盖什皮岑的时区为UTC+01:00、UTC+02:00（夏令时）。

## 行政
盖什皮岑的邮政编码为68510，INSEE市镇编码为68103。

## 政治
盖什皮岑所属的省级选区为布伦什塔特县。

## 人口

1962-2008年间盖什皮岑人口变化图示

盖什皮岑于2022年1月1日时的人口数量为512人。